# Световна търговска организация
Световната търговска организация (СТО; на френски: Organisation mondiale du commerce, OMC; на английски: World Trade Organization, WTO) е международна организация, създадена на 1 януари 1995 година с договора от Маракеш, подписан на 15 април 1994 г., с цел да координира либерализацията на международната търговия. Тя е продължител на основаното през 1947 година Общо споразумение за митата и търговията (ГАТТ).
СТО се занимава с регулирането на търговията между своите членове, като създава обща рамка от търговски споразумения и система от правила за разрешаване на спорове. Основните области на търговската политика, върху които се фокусира организацията, водят началото си от по-ранни преговори в рамките на ГАТТ, най-вече от последния успешно приключил Уругвайски кръг (1986 – 1994).
В организацията членуват 162 държави, които реализират над 97% от международната търговия в света, както и над 20 наблюдатели или страни в процес на присъединяване. Организацията се ръководи от конференция на министрите, която се провежда на всеки 2 години, Общ съвет, който ръководи текущата дейност между конференциите, и генерален директор, назначаван от конференцията. Секретариатът на СТО е в Женева, Швейцария.

## История

### Създаване
Все по-нарастващата роля на световната търговия принуждава индустриалните страни още през XIX век да поддържат на международно ниво ограничено сътрудничество по въпросите на митата и таксите. Разразилата се през 1929 г. глобална икономическа криза и опитите за нейното преодоляване в отделните развити страни по пътя на пряка защита на вътрешното производство чрез високи мита показва, че при все по-нарастващите обеми на външната търговия е необходима нейната институционализация и наднационално регулиране в международно признати правни рамки. За икономически фундамент на либерализацията на външната търговия служи икономическата теория за сравнителното преимущество, разработена в началото на XIX век от Давид Рикардо.
Идеята за създаване на международна организации, призвана да регулира международната търговия, възниква още с края на Втората световна война. Главно с усилията на САЩ и Великобритания, през 1944 г. на Бретънуудската конференция са основани Международният валутен фонд и Международната банка за възстановяване и развитие. Третата опора на новия икономически ред, наред със споменатите организации, е създаването на Международна търговска организация (МТО). За целта, през 1946 г. в Хавана е свикана международна конференция за търговия и заетост, която трябва да изработи материално-правните рамки на международното съглашение за намаляване на митата, да предложи на заинтересованите страни устава на организацията, да поеме координираща роля по въпросите на външната търговия и понижаване на митата по пътя на стоките от страна в страна. Още през октомври 1947 г. е подписано Общото споразумение за митата и търговията (ГАТТ), което първоначално се разглежда само като част от всеобщо споразумение в рамките на новата международна търговска организация. Това споразумение, считано за временно, влиза в сила на 1 януари 1948 г. и остава част от многостранната търговска система и след създаването на СТО.
СССР, следвоенна световна сила, не е поканен за участие в Хаванската конференция, тъй като отказва да участва в МВФ и МБВР. Съветското правителство се опасява, че голямото влияние на САЩ в тези организации и началото на Студената война (противопоставянето между идеологическите търговски блокове) не позволяват в нужната степен да се защитават интересите на СССР в рамките на подобни организации.

### ОСМТ (ГАТТ)
Правната основа на СТО е Общото споразумение за митата и търговията, въз основа на което се провеждат преговори в редица области на търговската политика и се създава система от споразумения и правила, регулиращи търговията със стоки. Съвсем скоро след подписването на Споразумението общият интерес на държавите да насърчат международната търговия в годините след Втората световна война води до неформалното създаване на неофициалната de facto международна организация, известна като „ГАТТ“.
Първоначалната идея за създаването на ГАТТ е осигуряването на трети орган от Бретънуудската система, наравно със Световната банка и МВФ, който да покрива въпросите, свързани с международната търговия. Делегати от над 50 държави постигат значителен успех в осигуряването на допълнителна либерализация на търговията по време на преговорите за създаване на Международна търговска организация, те се обединяват върху редица правила на международната търговия и отстъпки в митническите си тарифи. Комбинацията от двете води до подписването на ГАТТ, отделно от статута на предвидената Международна търговска организация. Докато ратификацията на втората обаче не успява да премине ратификационния процес в някои държави членки, Споразумението на ГАТТ влиза в сила през януари 1948 г. и остава единственият легитимен инструмент, регламентиращ международната търговия. Това остава така до създаването на СТО през 1995 г.
Въпреки дългия си живот, Споразумението винаги е било замислено като преходен документ, като му липсва формалната страна, за да получи международна правосубектност като пълноправна международна организация. През годините се провеждат няколко големи кръга на преговори.
Кръгове преговори в ГАТТ
|                   | Година      | Място на провеждане | Тема на преговорите | Участвали държави |
| ----------------- | ----------- | ------------------- | --- | ----------------- |
|                   | 1947        | Женева              | Митнически тарифи | 23                |
|                   | 1949        | Анси                | Митнически тарифи | 13                |
|                   | 1951        | Торки               | Митнически тарифи | 38                |
|                   | 1956        | Женева              | Митнически тарифи | 26                |
| (Кръг Дилън)      | 1960 – 1961 | Женева              | Митнически тарифи | 26                |
| (Кръг Кенеди)     | 1964 – 1967 | Женева              | Митнически тарифи и антидъмпингови мерки | 62                |
| (Токийски кръг)   | 1973 – 1979 | Женева              | Митнически тарифи и антидъмпингови мерки | 102               |
| (Уругвайски кръг) | 1986 – 1994 | Женева              | Митнически тарифи, нетарифни мерки, правила, право на интелектуалната собственост, процедура за уреждане на търговски спорове, споразумение по текстила, селското стопанство, създаване на СТО и др. | 123               |

Познатият като „Уругвайски кръг“ преговори продължава 8 години и води до сключването на Маракешкото споразумение за създаване на Световната търговска организация. СТО и правилата на многостранната търговска система обхващат търговията със стоки, услуги и свързаните с търговията аспекти на правата върху интелектуалната собственост, например географски марки и означения, промишлен дизайн, авторски права и др.

### След 1995 г.
След приключването на Уругвайския кръг на преговори и създаването на Световната търговска организация се създава и единна система от договорености между държавите, като разпоредбите им са почти универсално признати. След официалното си създаване, главната квартира на СТО се намира в Женева, Швейцария. Пълноправните страни членкѝ към март 2016 г. са 162. Бюджетът на организацията за 2012 г. е 169 милиона швейцарски франка.
Кръгът преговори Доха, започнат през 2001 година и поставящ си за цел да даде възможност за справедливо участие в работата на организацията на по-бедните страни, среща много затруднения, породени от противоречията между големите страни износители на селскостопански продукти и страните с голям брой дребни земеделци, което прави прогнозите за завършване на преговорите несигурни.
Задачите на СТО са да бъде депозитар на търговските споразумения на СТО, да предоставя възможности за търговски преговори, да урежда търговски спорове, да наблюдава националните търговски политики, да оказва техническо съдействие на развиващите се страни и да си сътрудничи с други международни организации.
Понастоящем СТО се адаптира към новите условия в международната търговия и търси начин да се преструктурира, за да запази ефективността си. Правят се сериозни опити да се постигне пълно освобождаване на търговията със селскостопански стоки, което да предостави нови възможности на най-слабо развитите държави за участие в международната търговия.

## Критики
Една от критиките към СТО е, че не обръща в достатъчна степен внимание на човешките права, работните норми, жизнените стандарти и т.н. Според някои критици – тъй като членове на СТО са и недемократични държави, СТО не може да предявява претенции да бъде призната за демократично основана организация.
Критично се разглеждат правилата за налагане на наказателни митнически ставки в случай на подбиване на цената – антидъмпингови мерки. Според критиците, тези правила са в противоречие със самата цел за либерализация на търговията.
Критикуват се ЕС и САЩ, които изискват от другите страни свободна търговия, а те самите защитават пазарите си, например под формата на парична помощ (субсидии и др.) за селското стопанство при производството и износа на селскостопанска продукция.
Някои критични към глобализацията неправителствени организации не упрекват начина на свободна търговия, а несправедливата практика да се дават правила за освобождаване на търговията и отваряне на пазарите, докато развитите страни защитават националните си стопанства. Други неправителствени организации са срещу свободната търговия и срещу нагласата всичко и всеки да бъдат превръщани в стока за търгуване.
Общата критика е, че споразуменията за СТО съответно за митата и търговията не спомагат за световна свободна търговия, тъй като както и преди търговските отношения са в полза на индустриалните нации. Има дори критици, които твърдят, че тези ползи даже са се увеличили.
Практически СТО се критикува от развиващите се страни по две основни линии:
- че създадените от нея правила са така обработени, че да облагодетелстват развитите държави.
- че се прилага двойна мярка при прилагането на тези правила – развитите страни на практика не прилагат върху себе си правилата, които самите те създават.

Някои решения на Органа за решаване на спорове в СТО предизвикват голям обществен отзвук.
- Решението от 1992 г. в рамките на ГАТТ по отношение закона на САЩ, регулиращ вноса на риба тон. Американският закон за защита на морските бозайници забранява вноса на риба, уловена с използването на определен тип мрежи, при употребата на които се убиват делфини. Законът се прилага както за американски, така и за чуждестранни продавачи на риба и по мнението на правителството на САЩ, той има за легитимна цел защитата на околната среда. Мексико, като страна, в която този начин на улов на риба тон е позволен, подава жалба срещу закона, твърдейки, че нарушава споразумението за свободна търговия и сам по себе си е забрана в рамките на нетарифните ограничения на ГАТТ. Предшественикът на Комисията действително признава, че законът е в противоречие с нормите на свободната търговия и посочва, че макар и правителството на САЩ да преследва легитимна цел за защита на делфините, тази цел може да бъде постигната с други методи, които да не нарушават споразумението за свободна търговия.Tuna/Dolphin Case I
- Подобен спор по отношение на закона за забрана на вноса на скариди в САЩ, уловени по методи, опасни за морските костенурки, е представен на Комисията в рамките на СТО през 2000 г. Някои азиатски страни (Индия, Пакистан, Малайзия и Тайланд), които използват този метод на риболов, са на мнение, че такива ограничения на вноса в САЩ не са нищо друго, освен „зелен протекционизъм“, зад който в действителност стои желанието на развитите страни да ограничат евтиния внос, а екологичната обосновка е само претекст. Що се отнася до този въпрос, Комисията, макар и да признава в мотивите за решението си възможността, че мерките за опазване на околната среда теоретично могат да бъдат законна причина за ограничаването на вноса на някои стоки, но в конкретния случай закона за забрана на вноса на скариди, според нея, не отговаря на нормите на Световната търговска организация, и САЩ са длъжни да го отменят.Shrimp/Turtle Case
- По-голямата част от търговските спорове в рамките на СТО са споровете между основните участници в международната търговия – Европейският съюз и САЩ. Например, широк отглас получава конфликтът при налагането от САЩ през март 2002 г. на високи вносни мита за европейска стомана, с цел да подкрепи американската стоманодобивна индустрия. Европейският съюз оценява това като дискриминация и забрана на споразуменията на СТО и оспорва мерките с жалба до Комисията, която признава мерките за защита на пазара в САЩ като нарушение на правилата на СТО. Съединените щати са принудени да премахнат дискриминационните тарифи.

През 2018 г. ИТ проектът DOMOS за замяна на малко компютърно приложение за управление на файлове, който продължи повече от десет години без резултат, струва повече от 1 милион франка и предизвика възлагането на служители на външни изпълнители поради липса на бюджет. критикуван за лошо управление и липса на прозрачност, което може да доведе до корупция.

## Членство
Страни членки
Към края на ноември 2015 г. в Световната търговска организация влизат 162 членки, в това число 158 международно признати държави членки на ООН, частично признатият Тайван, 2 зависими територии (Хонконг и Макао) и Европейския съюз.
| #   | Страна                        | Дата на присъединяване |
| --- | ----------------------------- | ---------------------- |
| 1   | Австралия                     | 1 януари 1995          |
| 2   | Австрия                       | 1 януари 1995          |
| 3   | Антигуа и Барбуда             | 1 януари 1995          |
| 4   | Аржентина                     | 1 януари 1995          |
| 5   | Бангладеш                     | 1 януари 1995          |
| 6   | Барбадос                      | 1 януари 1995          |
| 7   | Бахрейн                       | 1 януари 1995          |
| 8   | Белиз                         | 1 януари 1995          |
| 9   | Белгия                        | 1 януари 1995          |
| 10  | Бразилия                      | 1 януари 1995          |
| 11  | Бруней                        | 1 януари 1995          |
| 12  | Великобритания                | 1 януари 1995          |
| 13  | Унгария                       | 1 януари 1995          |
| 14  | Венецуела                     | 1 януари 1995          |
| 15  | Габон                         | 1 януари 1995          |
| 16  | Гаяна                         | 1 януари 1995          |
| 17  | Гана                          | 1 януари 1995          |
| 18  | Германия                      | 1 януари 1995          |
| 19  | Хондурас                      | 1 януари 1995          |
| 20  | Хонконг                       | 1 януари 1995          |
| 21  | Гърция                        | 1 януари 1995          |
| 22  | Дания                         | 1 януари 1995          |
| 23  | Доминика                      | 1 януари 1995          |
| 24  | ЕС                            | 1 януари 1995          |
| 25  | Замбия                        | 1 януари 1995          |
| 26  | Индия                         | 1 януари 1995          |
| 27  | Индонезия                     | 1 януари 1995          |
| 28  | Ирландия                      | 1 януари 1995          |
| 29  | Исландия                      | 1 януари 1995          |
| 30  | Испания                       | 1 януари 1995          |
| 31  | Италия                        | 1 януари 1995          |
| 32  | Канада                        | 1 януари 1995          |
| 33  | Кения                         | 1 януари 1995          |
| 34  | Коста Рика                    | 1 януари 1995          |
| 35  | Кот д'Ивоар                   | 1 януари 1995          |
| 36  | Кувейт                        | 1 януари 1995          |
| 37  | Люксембург                    | 1 януари 1995          |
| 38  | Мавриций                      | 1 януари 1995          |
| 39  | Макао                         | 1 януари 1995          |
| 40  | Малайзия                      | 1 януари 1995          |
| 41  | Малта                         | 1 януари 1995          |
| 42  | Мароко                        | 1 януари 1995          |
| 43  | Мексико                       | 1 януари 1995          |
| 44  | Мианмар                       | 1 януари 1995          |
| 45  | Намибия                       | 1 януари 1995          |
| 46  | Нигерия                       | 1 януари 1995          |
| 47  | Нидерландия                   | 1 януари 1995          |
| 48  | Нова Зеландия                 | 1 януари 1995          |
| 49  | Норвегия                      | 1 януари 1995          |
| 50  | Пакистан                      | 1 януари 1995          |
| 51  | Парагвай                      | 1 януари 1995          |
| 52  | Перу                          | 1 януари 1995          |
| 53  | Португалия                    | 1 януари 1995          |
| 54  | Румъния                       | 1 януари 1995          |
| 55  | Свазиленд                     | 1 януари 1995          |
| 56  | Сенегал                       | 1 януари 1995          |
| 57  | Сейнт Винсент и Гренадини     | 1 януари 1995          |
| 58  | Сейнт Лусия                   | 1 януари 1995          |
| 59  | Сингапур                      | 1 януари 1995          |
| 60  | Словакия                      | 1 януари 1995          |
| 61  | Суринам                       | 1 януари 1995          |
| 62  | САЩ                           | 1 януари 1995          |
| 63  | Тайланд                       | 1 януари 1995          |
| 64  | Танзания                      | 1 януари 1995          |
| 65  | Уганда                        | 1 януари 1995          |
| 66  | Уругвай                       | 1 януари 1995          |
| 67  | Филипини                      | 1 януари 1995          |
| 68  | Финландия                     | 1 януари 1995          |
| 69  | Франция                       | 1 януари 1995          |
| 70  | Чехия                         | 1 януари 1995          |
| 71  | Чили                          | 1 януари 1995          |
| 72  | Швеция                        | 1 януари 1995          |
| 73  | Шри Ланка                     | 1 януари 1995          |
| 74  | Република Южна Африка         | 1 януари 1995          |
| 75  | Южна Корея                    | 1 януари 1995          |
| 76  | Япония                        | 1 януари 1995          |
| 77  | Тринидад и Тобаго             | 01.03.1995             |
| 78  | Зимбабве                      | 05.03.1995             |
| 79  | Доминиканска република        | 09.03.1995             |
| 80  | Ямайка                        | 09.03.1995             |
| 81  | Турция                        | 26.03.1995             |
| 82  | Тунис                         | 29.03.1995             |
| 83  | Куба                          | 20.04.1995             |
| 84  | Израел                        | 21.04.1995             |
| 85  | Колумбия                      | 30.04.1995             |
| 86  | Салвадор                      | 07.05.1995             |
| 87  | Ботсвана                      | 31.05.1995             |
| 88  | Гвинея-Бисау                  | 31.05.1995             |
| 89  | Джибути                       | 31.05.1995             |
| 90  | Лесото                        | 31.05.1995             |
| 91  | Мавритания                    | 31.05.1995             |
| 92  | Малави                        | 31.05.1995             |
| 93  | Мали                          | 31.05.1995             |
| 94  | Малдиви                       | 31.05.1995             |
| 95  | Того                          | 31.05.1995             |
| 96  | Централноафриканска република | 31.05.1995             |
| 97  | Буркина Фасо                  | 03.06.1995             |
| 98  | Египет                        | 30.06.1995             |
| 99  | Полша                         | 01.07.1995             |
| 100 | Швейцария                     | 01.07.1995             |
| 101 | Гватемала                     | 21.07.1995             |
| 102 | Бурунди                       | 23.07.1995             |
| 103 | Сиера Леоне                   | 23.07.1995             |
| 104 | Кипър                         | 30.07.1995             |
| 105 | Словения                      | 30.07.1995             |
| 106 | Монако                        | 26.08.1995             |
| 107 | Лихтенщайн                    | 01.09.1995             |
| 108 | Никарагуа                     | 03.09.1995             |
| 109 | Боливия                       | 12.09.1995             |
| 110 | Гвинея                        | 25.10.1995             |
| 111 | Мадагаскар                    | 17.11.1995             |
| 112 | Камерун                       | 13.12.1995             |
| 113 | Катар                         | 13 януари 1996         |
| 114 | Фиджи                         | 14 януари 1996         |
| 115 | Еквадор                       | 21 януари 1996         |
| 116 | Хаити                         | 30 януари 1996         |
| 117 | Сейнт Китс и Невис            | 21.02.1996             |
| 118 | Бенин                         | 22.02.1996             |
| 119 | Гренада                       | 22.02.1996             |
| 120 | Обединени арабски емирства    | 10.04.1996             |
| 121 | Руанда                        | 22.05.1996             |
| 122 | Папуа Нова Гвинея             | 09.06.1996             |
| 123 | Соломонови острови            | 26.07.1996             |
| 124 | Чад                           | 19.10.1996             |
| 125 | Гамбия                        | 23.10.1996             |
| 126 | Ангола                        | 23.11.1996             |
| 127 | България                      | 01.12.1996             |
| 128 | Нигер                         | 13.12.1996             |
| 129 | Демократична република Конго  | 1 януари 1997          |
| 130 | Монголия                      | 29 януари 1997         |
| 131 | Република Конго               | 27.03.1997             |
| 132 | Панама                        | 06.09.1997             |
| 133 | Киргизстан                    | 20.12.1998             |
| 134 | Латвия                        | 10.02.1999             |
| 135 | Естония                       | 13.11.1999             |
| 136 | Йордания                      | 11.04.2000             |
| 137 | Грузия                        | 14.06.2000             |
| 138 | Албания                       | 08.09.2000             |
| 139 | Оман                          | 09.11.2000             |
| 140 | Хърватия                      | 30.11.2000             |
| 141 | Литва                         | 31.05.2001             |
| 142 | Молдова                       | 26.07.2001             |
| 143 | Китай                         | 11.12.2001             |
| 144 | Тайван                        | 1 януари 2002          |
| 145 | Армения                       | 05.02.2003             |
| 146 | Северна Македония             | 04.04.2003             |
| 147 | Непал                         | 23.04.2004             |
| 148 | Камбоджа                      | 13.10.2004             |
| 149 | Саудитска Арабия              | 11.12.2005             |
| 150 | Виетнам                       | 11 януари 2007         |
| 151 | Тонга                         | 27.07.2007             |
| 152 | Украйна                       | 16.05.2008             |
| 153 | Кабо Верде                    | 23.07.2008             |
| 154 | Черна гора                    | 29.04.2012             |
| 155 | Самоа                         | 10.05.2012             |
| 156 | Русия                         | 22.08.2012             |
| 157 | Вануату                       | 24.08.2012             |
| 158 | Лаос                          | 02.02.2013             |
| 159 | Йемен                         | 26.07 2014             |
| 160 | Таджикистан                   | 02.03.2013             |
| 161 | Сейшели                       | 26.04 2015             |
| 162 | Казахстан                     | 27.07.2015             |

Страни наблюдателки
Наблюдатели към СТО са:
- Азербайджан
- Алжир
- Андора
- Афганистан
- Бахамски острови
- Беларус
- Босна и Херцеговина
- Бутан
- Ватикана
- Екваториална Гвинея
- Етиопия
- Ирак
- Иран
- Коморски острови
- Либерия
- Либия
- Ливан
- Сао Томе и Принсипи
- Сирия
- Судан
- Сърбия
- Узбекистан

На 11 декември 2005 г. е взето официално решение за приемането в Световната търговска организация на Саудитска Арабия, която става 149-а членка.
На 15 декември същата година в Хонконг председателят на министерската конференция на СТО Джон Цанг заявява готовността на организацията да приеме Кралство Тонга.
На 7 ноември 2006 г. СТО официално предлага на Виетнам да встъпи в организацията, след 11-годишни преговори. По мнение на представители на организацията, Виетнам успешно е провел всички необходими реформи.
На 10 ноември 2006 г. президентът на Руския съюз на промишлениците и предприемачите Александър Шохин, заявява, че Русия и САЩ са постигнали компромис в преговорите по встъпване в СТО. На 18 ноември, на среща на върха в Ханой, се провежда пореднит етап от двустранните преговори между Русия и САЩ по повод встъпването на Русия в организацията. В резултат е подписано двустранно съглашение.
На 1 – 2 декември 2006 г. в Женева се състои Петата интерпарламентарна конференция на СТО. В работата на форума вземат участие над 400 представители от 70 страни. Темата на конференцията е сривът на кръга от преговори в Доха и възможността за реанимация на преговорния процес. В заключителния документ на конференцията е изразена загриженост, че преговорите в рамките на Дохийския кръг „практически са застинали в мъртва точка“. Парламентаристите също така подчертават, че специално внимание на преговорите в рамките на Дохийския кръг е длъжно да се отдели на защитата на интересите на развиващите се страни.
На 11 януари 2007 г. Виетнам официално влиза в редовете на СТО и става 150-а членка на организацията.
На 31 юли 2007 г. Кралство Тонга влиза в СТО.
На 23 юли 2008 г. Кабо Верде официално става 153-та страна-членка на организацията.
На 26 октомври 2011 г. е обявено, че Вануату се присъединява към СТО.
На 28 октомври Грузия се съгласява с влизането на Русия в организацията, а на 9 ноември в Женева, при посредничеството на Швейцария, двете страни подписват съглашение по присъединяването. Това е последното двустранно съглашение по пътя за влизане на Русия в СТО.
На следващия ден са приети Черна гора и Самоа.
На 22 август 2012 г. Руска федерация влиза в Световната търговска организация и става 156-а членка.
Два дни по-късно, на 24 август, Вануату също встъпва в организацията и става 157-ата страна членка.

## Споразумения
- Общо споразумение за митата и търговията (ГАТТ)
- Общо споразумение по търговията с услуги (ГАТС)
- Споразумение относно свързаните с търговията аспекти на правата на интелектуалната собственост (ТРИПС)
- Споразумение за свързаните с търговията инвестиционни мерки (ТРИМС)
- Споразумние за текстила и облеклото
- Споразумение за субсидиите и изравнителните мерки
- Споразумение за защитни мерки
- Договореност относно правилата и процедурите за уреждане на спорове
- Механизъм за преглед на търговската политика
- Споразумение по улесняване на търговията